# Liste der Biografien/Orm
Liste der Biografien |
Portal Biografien |
Personensuche
# |
A |
B |
C |
D |
E |
F |
G |
H |
I |
J |
K |
L |
M |
N |
O |
P |
Q |
R |
S |
T |
U |
V |
W |
X |
Y |
Z |
?
 
Oa |
Ob |
Oc |
Od |
Oe |
Of |
Og |
Oh |
Oi |
Oj |
Ok |
Ol |
Om |
On |
Oo |
Op |
Oq |
Or |
Os |
Ot |
Ou |
Ov |
Ow |
Ox |
Oy |
Oz
 
Ora |
Orb |
Orc |
Ord |
Ore |
Orf |
Org |
Orh |
Ori |
Orj |
Ork |
Orl |
Orm |
Orn |
Oro |
Orp |
Orr |
Ors |
Ort |
Oru |
Orv |
Orw |
Orx |
Ory |
Orz
Die Liste der Biografien führt alle Personen auf, die in der deutschsprachigen Wikipedia einen Artikel haben. Dieses ist eine Teilliste mit 58 Einträgen von Personen, deren Namen mit den Buchstaben „Orm“ beginnt.

## Orm

### Orma
- Ormaechea, Paula (* 1992), argentinische Tennisspielerin
- Ormaetxea, Alberto (1939–2005), spanischer Fußballspieler und -trainer
- Orman, Alen (* 1978), österreichischer Fußballspieler und -trainer
- Orman, Anarbek (* 1952), kasachischer Geschäftsmann und Politiker
- Orman, Fikret (* 1967), türkischer GeschäftsmannFikret Orman (* 1967)

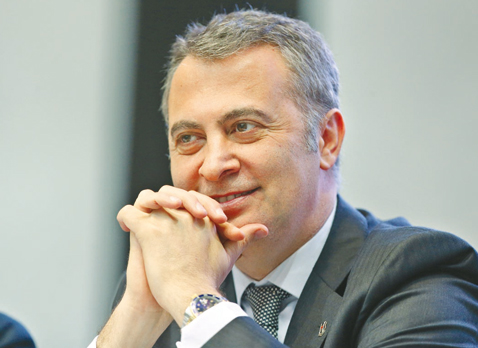
Fikret Orman (* 1967)

- Orman, Greg (* 1968), amerikanischer Unternehmer und Politiker
- Orman, James Bradley (1849–1919), US-amerikanischer Politiker
- Orman, Olga (1943–2021), arubisch-niederländische Erzählerin und Lyrikerin
- Orman, Roscoe (* 1944), US-amerikanischer Schauspieler und Autor
- Orman, Suze (* 1951), US-amerikanische Autorin, Finanzberaterin, Motivationstrainerin und Fernsehmoderatorin
- Ormando, Alfredo (1958–1998), italienischer Schriftsteller
- Ormandy, Eugene (1899–1985), US-amerikanischer Dirigent und Geiger ungarischer Herkunft
- Ormanetto, Nicolò (1515–1577), italienischer römisch-katholischer Geistlicher
- Ormanian, Malachia (1841–1918), armenischer Geistlicher, Patriarch der Armenischen Apostolischen Kirche
- Ormanlar, Kenan (1937–2015), türkisch-deutscher Kameramann
- Ormanni, Antonio (1457–1519), italienischer Kupferschmied und Metallgieser
- Ormåsen, Gaute (* 1983), norwegischer Sänger, Songwriter und Schauspieler
- Ormazábal, Patricio (* 1970), chilenischer Fußballspieler

### Orme
- Orme, Eliza (1848–1937), britische Anwältin und Aktivistin
- Orme, Stanley, Baron Orme (1923–2005), britischer Life Peer und Politiker (Labour Party)
- Ormeling, Ferdinand Jan Sr. (1912–2002), niederländischer Geograph und Kartograf
- Ormeling, Ferjan Jr. (1942–2025), niederländischer Kartograf
- Ørmen, Linda (* 1977), norwegische Fußballspielerin
- Ormeño, Álvaro (* 1979), chilenischer Fußballspieler
- Ormeño, Jorge (* 1977), chilenischer Fußballspieler
- Ormeño, Raúl (* 1958), chilenischer Fußballspieler
- Ormeño, Santiago (* 1994), peruanisch-mexikanischer Fußballspieler
- Ormeño, Walter (1926–2020), peruanisch-mexikanischer Fußballtorwart
- Ormerod, Eleanor Anne (1828–1901), britische Entomologin
- Ormerod, Katie (* 1997), britische Snowboarderin
- Ormesson, Jean d’ (1925–2017), französischer SchriftstellerJean d’Ormesson (1925–2017)

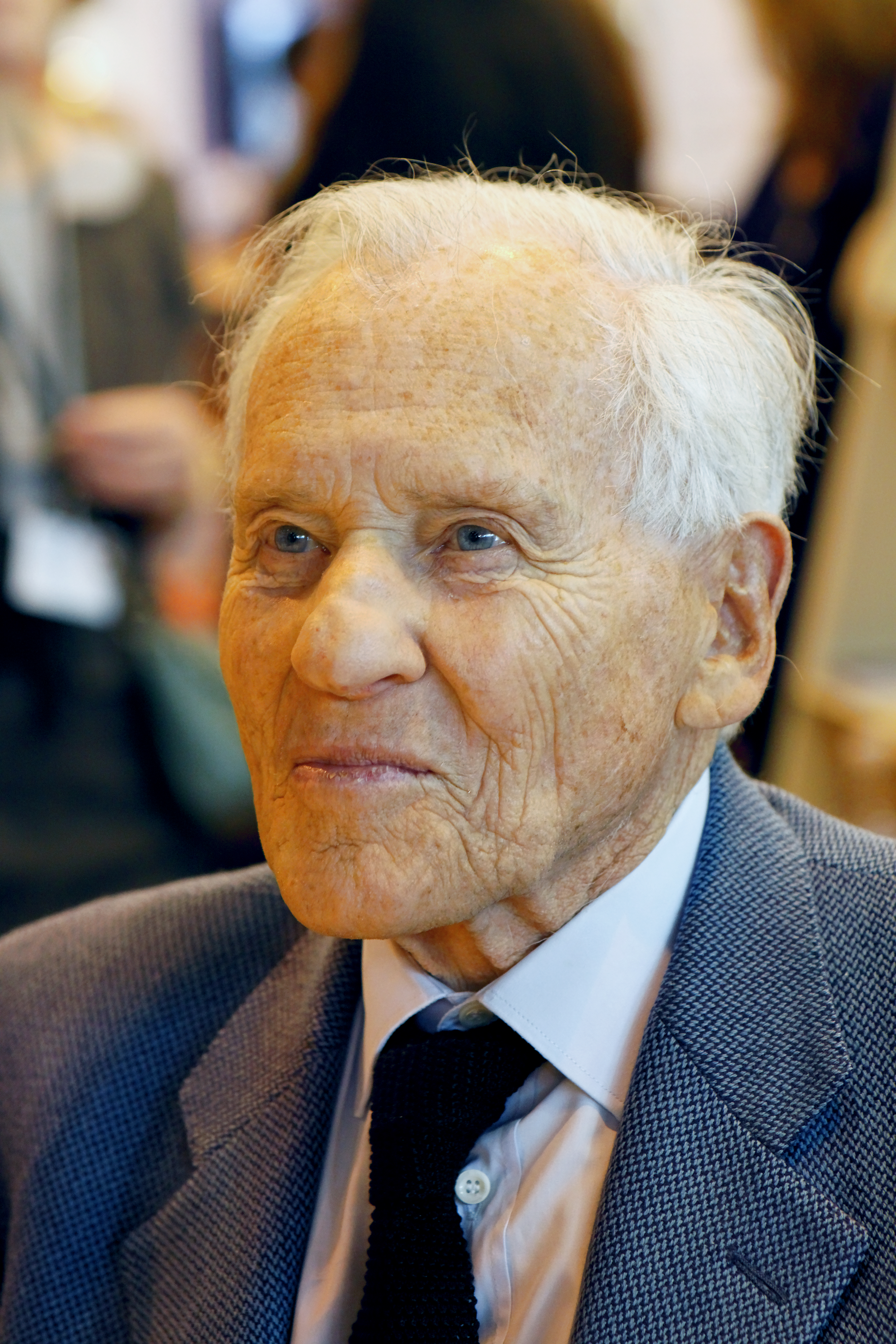
Jean d’Ormesson (1925–2017)

- Ormesson, Wladimir d’ (1888–1973), französischer Schriftsteller und Diplomat

### Ormi
- Ormicki, Wiktor (1898–1941), polnischer Wirtschaftsgeograph
- Ormicki, Włodzimierz (1905–1974), polnischer Dirigent und Komponist

### Ormo
- Ormond, Henry (1901–1973), deutscher Rechtsanwalt
- Ormond, Jean-Louis (1894–1986), Schweizer Schachfunktionär und Schachspieler
- Ormond, John (1923–1990), britisch-walisischer Dichter, Dokumentarfilmer, Drehbuchautor
- Ormond, John Davies (1831–1917), neuseeländischer Landbesitzer, Politiker, Superintendent der Provinz Hawke's Bay und Mitglied im Legislative Council of New Zealand
- Ormond, John Kelso (1886–1978), US-amerikanischer Urologe
- Ormond, Julia (* 1965), britische SchauspielerinJulia Ormond (* 1965)

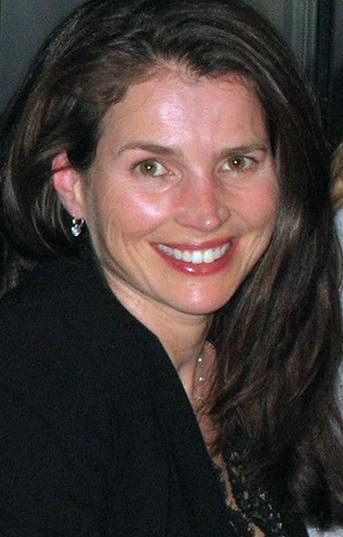
Julia Ormond (* 1965)

- Ormond, Peter (* 1970), irisch-US-amerikanischer Schauspieler
- Ormond, Richard (* 1939), britischer Kunsthistoriker
- Ormond, Willie (1926–1984), schottischer Fußballspieler und -trainer
- Ormonde, Ann (* 1935), irische Politikerin (Fianna Fáil)
- Ormonde, Donal (* 1943), irischer Politiker
- Ormonde, John (1905–1981), irischer Politiker
- Ormondroyd, Edward (* 1925), US-amerikanischer Jugend- und Fantasyautor
- Ormos, Jorge (1914–2013), ungarischer Fußballtrainer
- Ormós, Zsigmond (1813–1894), ungarischer Politiker, Jurist und Kunsthistoriker

### Ormr
- Ormrod, Mark (* 1982), australischer Leichtathlet

### Orms
- Ormsbee, Ebenezer J. (1834–1924), US-amerikanischer Politiker und Gouverneur des Bundesstaates Vermont (1886–1888)
- Ormsby, Kenneth, kanadischer Eiskunstläufer
- Ormsby, Stephen (1759–1844), US-amerikanischer Politiker
- Ormsby-Gore, David, 5. Baron Harlech (1918–1985), britischer Politiker, Unterhausabgeordneter und Peer
- Ormsby-Gore, Francis, 6. Baron Harlech (1954–2016), britischer Peer und Politiker (Conservative Party)
- Ormsby-Gore, Jasset, 7. Baron Harlech (* 1986), britischer Peer und Politiker (Conservative Party)
- Ormsby-Gore, William, 4. Baron Harlech (1885–1964), britischer Politiker der Conservative Party, Peer
- Ormston, William (1895–1950), britischer Radrennfahrer